# Бем Альфред Людвігович
Бем Альфред Вільгельм Людвигович — (23.04 (05.05).1886 року, Київ — травень 1945, Прага) — літературознавець, бібліограф, критик, публіцист, археограф, перекладач, педагог. Один із найвідоміших філологів другої міжвоєнної хвилі радянської еміграції (1918–39).

## Життєпис
Народився у сім'ї торговця взуттям, старший серед дітей. Батько мав католицьке віросповідання, був пруським підданим. У 1905 році закінчив Київське німецьке реальне училище при гімназії св. Катерини. Шлях до вищої освіти йому відкрило знання латинської та грецької мов, які він самостійно вивчив за два роки, паралельно із навчальною програмою.
Після закінчення училища, у 1906 році,  вступив до Імператорського університету св. Володимира в Києві на історико-філологічний  факультет. Був відрахований з університету після осіннього семестру  17 листопада 1906 року, за участь у «недозволеній студентській сходці», але із правом навчатися в інших вищих навчальних закладах.
Навчання продовжив у 1908 р. на історико-філологічному  факультеті, філологічне відділення, Санкт-Петербурзького університету. В той же час працює  бібліотекарем у книгозбірні Петербурзької духовної академії та у Імператорській Санкт-Петербурзькій академії наук (АН), де вивчає архів Л. Толстого.
З 1910 р. –  А. Бем — співробітник рукописного відділення Бібліотеки АН (РАН) і в той же час   приймає підданство Російської імперії. Від 1910 року протягом  9 років навесні та влітку  проживає  у Києві  у  батьків. За участь у студентських заколотах зимою  1911 року  арештований та ув'язнений. Невдовзі був випущений, але знову  виключений із Санкт-Петербурзького університету та висланий із столиці.
Переїхавши у Київ, навесні  1912-го року  успішно здає  випускні іспити в Санкт-Петербурзькому університеті та отримує  диплом І ступеня. Залишається працювати при кафедрі російської літератури за поданням приват-доцента Санкт-Петербурзького університету, літературознавця і бібліографа  С. Венгерова. В липні 1912 р. знову заарештований і знаходиться  під слідством у Лук'янівській в'язниці в Києві до середини вересня 1912  року. У кінці 1912 року  переїжджає у Санкт-Петербург.
1915 року бере шлюб із  киянкою А. Омельяненко. У 1916 році стає помічником бібліотекаря 1-го відділення РАН.
У грудні 1917 року, після більшовицького перевороту, сприйнятого ученим вкрай негативно, повертається  до Києва, рятуючи свою сім'ю. З березня по  червень 1918 р працює  у Міністерстві великоруських справ УНР на посаді  завідувача архівно-бібліотечної секції, створює  російський книжковий відділ при цій установі; ініціює  створення російської національної бібліотеки в Києві та питання  забезпечення книгозбірень обов'язковим примірником видань. У червні 1918 року — член оргкомітету та  учасник Всеукраїнського з'їзду діячів преси. У травні 1918 р. у складі  Міжвідомчої комісії у справі повернення з Росії культурних цінностей України при Міністерстві народної освіти Української держави бере  участь в обговоренні принципових засад позиції української делегації на українсько-російських переговорах з цього питання. У співпраці з О. Єлачичем та І. Левичем створює  Київське бюро друку й газетних вирізок для збору інформації з громадсько-політичних, економічних та інших питань для преси та громадських організацій України.
Починаючи із другої половини 1918 р. періодично  працює  у Петрограді в РАН як науковий співробітник 1-го відділу зі спеціальних наукових доручень та одночасно в Петроградській (Російській) Книжковій палаті, очолюваній С. Венгеровим. У першій половині  1919 г. А. Бем від імені Російської книжкової палати та РАН, як вчений хранитель рукописів Бібліотеки Російської Академії наук (виборна посада), відкомандирований на два місяці в Київ та інші міста України, маючи термінове  доручення зібрати відомості про українську книжкову продукцію і пресу 1917—1919 рр. і  також  закупити для Слов'янського відділення РАН книги українською і польською мовами. Альфред Бем зумів зав'язати стосунки з Головною Книжною Палатою в Києві (нині — Книжкова палата України імені Івана Федорова) та її керівником Ю. Меженком і, не зважаючи на складний воєнний час та нестабільне транспортне сполучення, налагодив  обмін обов'язковими примірниками творів друку між Україною і Росією.
З травня по грудень 1919 р. Альфред Людвігович працює інструктором-спеціалістом з обліку та контролю майна у Всенародній бібліотеці України (ВБУ, нині — Національна бібліотека України імені В. І. Вернадського), співробітником-каталогізатором бібліотеки .
У листопаді 1919 року, після падіння Директорії, Альфред  Бем виїхав в Одесу, не бажаючи підкорятись радянській владі.  26 січня 1920 р. із Одеси емігрував через Румунію в Белград. У кінці 1920  року виїздить до Варшави, а потім в Берлін.  
Із 1922 р. за сприяння «Російської гуманітарної акції допомоги» отримав запрошення і стипендію МЗС Чехословаччини та перебрався на постійне місце проживання до Праги. Успішно влаштував переїзд з Києва своєї сім'ї: дружини та дочок. Працював у Карловому університеті та Педагогічному університеті імені Я. А. Коменського, в яких викладав російську мову та літературу, а також у Слов'янському інституті, де вивчав твори давньої та нової російської літератури. Обставини запрошення і стипендії  МЗС Чехословаччини, які  мали умови забезпечення державного стипендіата, та необхідність  піклування про прожиток сім'ї змусили ученого пристати до російської діаспори. З українською діаспорою відкрито зв'язки не підтримував, але працював із Д. Чижевським.
У 1937 р. перейшов у православну віру, прийняв при хрещенні ім'я Олексій Федорович .  Коли Німеччина окупувала Чехословаччину А. Бем вчителював у школах та давав приватні уроки, оскільки не мав постійного джерела доходів  для існування сім'ї.
У травні 1945-го року, після звільнення Праги, вчений був заарештований радянськими каральними органами одним з перших.  Загинув за неясних обставин. Версії загибелі звучали по різному: був розстріляний у дворі празької в'язниці Панкрац, чи, можливо, помер у поїзді під час етапування в СРСР, чи в камері слідства в Москві на Луб'янці, або покінчив життя самогубством. 

## Наукова діяльність
Глибокі фахові  знання Альфред Бем здобув  під керівництвом С. Венгерова -  літературознавця і бібліографа,  В. Срезневського - вченого хранителя  РАН ( його батьком був  Ізмаїл  Срезневський, російсько-український вчений і письменник, перший бібліотекар Харківської громадської бібліотеки, нині – Харківська державна наукова бібліотека імені В. Г. Короленка), О. Шахматова -  директора 1-го відділення РАН, академіка, який називав А. Бема «моїм учнем прямо видатним…».
У 1914 році  Альфред  Бем у  співавторстві  з В. Срезневським уклав бібліографічний покажчик церковнослов’янських книг 40–50-х років  19 ст. та каталог «Издания церковной печати времени императрицы Елизаветы Петровны, 1741–1761» .
Був відповідальним секретарем фундаментальної бібліографічної праці «Обозрение трудов по славяноведению…» (вип. 1, 1913; вип. 2 и вип. 3, 1914) та входив у склад упорядників, співредакторів випуску.    Вищеназвані та послідуючі  випуски включали в себе  літературу про Росію та слов’янські країни за певний рік; праці, присвячені українознавству за 1911–1913 рр. виходили окремими покажчиками, випуск за 1913 р. був підготовлений і набраний, але друком  так і не вийшов.
Із 1910 року Альфред Бем періодично працює в Києві.  Займається дослідницькою роботою  в архіві та бібліотеках Києво-Печерської лаври та Михайлівського монастиря, як археограф;  налагоджує наукові стосунки з відомими вченими – Ф. Титовим - професором Духовної академії, істориком і книгознавцем та І. Каманіним -  професором Університету св. Володимира, істориком, архівістом, бібліотекарем Київського товариства Нестора-літописця. Працюючи  над «Обозрением…» користується фондами  Київської міської  публічної  бібліотеки  (сьогодні  – Національна бібліотека України ім.. Ярослава Мудрого).
Альфред  Бем зробив значний вклад у бібліографічну практику та  в теорію та методику бібліографії. Так, в 1915 р. він обґрунтував теоретично і потім перетворив  практично випуски «Обозрения…» з продовжуваного видання в серію українознавчих щорічників, а у 1916 році  його огляд друкованих і рукописних бібліографічних праць про Л. Толстого став однією з перших у бібліографознавстві спроб теоретичного осмислення деяких питань біобібліографії. Підтримував ідею створення міжнародного інституту бібліографії слов’янства.
Протягом 1919 року бере  участь у діяльності Тимчасового комітету для заснування Національної бібліотеки в м. Києві – колективного керівного органу ВБУ -  Всенародної бібліотеки України (сьогодні – Національна бібліотека України імені В. І. Вернадського). Саме дякуючи  ученому,  ВБУ отримала 160 книжок і періодичних видань російською мовою і 270 – українською, опублікованих у 1918–1919 рр. в Україні.
Автор публікацій з питань бібліології, бібліотекознавства та бібліографії  у київських часописах («Книгарь», «Книжний вістник», «Куранты», «Наши дни», «Киевская жизнь»).  Так  у 1919 році «Книгарь» опублікував цикл статей Альфреда Бема «З теоретичних питань бібліографії». Вони стали істотним внеском у закладення наукових підвалин бібліографічної роботи в Україні на рубежі 1910–1920-х рр.
У  1920 році підготував критико-біографічну монографію про Пантелеймона  Куліша (в серії «Історія українського письменства») для видавничого товариства «Друкарь», та вона не була надрукована. Була попередня згода  А. Бема готувати публікації для історично-літературного журналу «Наше минуле».
У кінці 1920 році Альфред Бем із сім’єю емігрує за кордон, з 1922 року живе і працює в Празі. Викладає у Карловому університеті (Прага) та Педагогічному університеті  ім.. Коменського  (Братислава).
До кінця 1930-х рр. став  відомим діячем в Чехословаччині, активно друкувався як літературний критик і антирадянськи налаштований публіцист (його праці публікувалися також в Франції, Німеччині, Болгарії, Польщі, Італії, Югославії), захистив докторську дисертацію, здобув наукове звання професора. Як учений заслужив високий авторитет у наукових колах.  За видатні досягнення у науці Альфред Бем прийнятий  в члени двох авторитетних чеських організацій – Слов’янського інституту (1931) і Празького лінгвістичного гуртка (1933).
Наукові досягнення  А. Бема в СРСР і ЧССР не визнавались і замовчувались, тавро «білоемігранта» дуже довго висіло над ним і його працями. Останні роки науковці різних країн  зацікавились творчістю вченого (Л. Білошевська, М. Бубеникова, М. Задражилова, М. Магідова, І. Савицький, З. Сладек та ін. - в Чехії;                 С. Білокінь, І. Бажинов – в Україні), його літературознавчі праці перевидаються.
Кількість публікацій  А. Бема налічує 535 назв. У  Слов’янській бібліотеці у Празі  зберігається  невелика, науково описана приватна бібліотека емігрантського періоду ученого  . В  літературному архіві Музею національної літератури та в Слов’янській бібліотеці у Празі зберігаються особисті   архівні фонди , незначна кількість документів присутня – в архіві Національної бібліотеки України імені В. І. Вернадського. 
1. ↑  Чеська національна авторитетна база даних
2. ↑  Архів образотворчого мистецтва (Чехія)
3. 1 2  Studenti pražských univerzit 1882–1945
4. ↑  Список іншомовних письменників, народжених в Україні. Вікіпедія (укр.). 9 березня 2024. Процитовано 13 червня 2024.
5. ↑  Білокінь, І. Д. Бажинов, С. І. Бем Альфред Людвиґович. Енциклопедія Сучасної України (укр.). Процитовано 13 червня 2024.
6. 1 2  Українська бібліотечна енциклопедія. ube.nlu.org.ua. Процитовано 13 червня 2024.
7. 1 2  Головна Редакційна Колегія ІІ тому ЕСУ, ред. (2003). Енциклопедія Сучасної України (українською) . Т. 2. Київ: Координаційне бюро ЕСУ НАНУ. с. 450. ISBN 966-02-2074-Х; 966-02-2681-0 (т.2). {{cite book}}: Перевірте значення |isbn=: недійсний символ (довідка)